# Golferenzo
Golferenzo är en ort och kommun i provinsen Pavia i regionen Lombardiet i Italien. Kommunen hade 193 invånare (2018).